# Händel II
Die Händel II ist ein Ausflugsschiff in Halle (Saale).

## Geschichte
Das Schiff wurde in den Niederlanden gebaut und zunächst als Leineschloss von der Eva-Gloria Gerhardt Fahrgastschifffahrt in Minden genutzt. Registriert war das Schiff damals in Seelze. 
2012 wurde das Schiff an Arona Maritim verkauft. Diese Firma war im Jahr 2008 gegründet worden. Ihren Sitz hatte sie in Bitterfeld an der Goitzsche und im Industriehafen von Halle. Seit 2009 fuhr das Saalefloß für Arona Maritim, auf dem aber nur 18 Personen befördert werden konnten. Daher wurde 2011 die Wappen von Wettin samt den Anlegern in Wettin und am Riveufer in Halle angekauft und auf den Namen Händel umgetauft.
Aber auch die Kapazität dieser ersten Händel schien zu gering, sodass 2012 die Leineschloss gekauft und in Händel II umbenannt wurde. Nachdem die Arona Maritim sich bis zum Sommer 2012 auf Charterfahrten beschränkt hatte, wurden danach auch öffentliche Fahrten angeboten. Beliebt waren die Saalefahrten vor allem bei Busausflüglern. Mittlerweile ist Rüdiger Ruwolt, der die Halle-Saale-Schifffahrt betreibt, Eigentümer des Schiffes, seit 2015 offizieller Schiffsführer. Mit dem Schiff werden Saalerundfahrten in Halle und Ausflugsfahrten nach Brachwitz, Wettin oder nach Aken an der Elbe angeboten.
Die Coronakrise stellte Schiffseigner wie Ruwolt vor große Probleme. Für den Betrieb der Händel II, so berichtete Ruwolt der Reporterin Stefanie Blochwitz im Frühjahr 2021 im Rahmen der Wochenserie Die MDR-Starthelfer, benötige er monatlich 10.000 Euro und seine Rücklagen seien fast aufgebraucht. Gleichwohl erweiterte Ruwolt während dieser Krise seine Flotte und kaufte das Schiff Captain Fu aus Merseburg, das er im Juni 2021 nach Halle überführte. Bereits im März 2020 hatte er angekündigt, dieses Schiff in Händel III umzubenennen und Fahrten zur Rabeninsel, nach Röpzig und Merseburg anzubieten. Mit der Händel II unternahm Ruwolt im Frühjahr 2024 eine Fahrt nach Hamburg. Auf der Rückreise kam er nur bis Alsleben, da mittlerweile Reparaturarbeiten an der Schleuse Wettin begonnen hatten. Die Schleusensperrung wurde mehrmals verlängert; eine Wiederinbetriebnahme schließlich erst für Mitte Oktober 2024 in Aussicht gestellt.